# Налёт (картина Робертса)
«Налёт» (англ. Bailed Up) — пейзаж австралийского художника-импрессиониста Тома Робертса, написанный в 1895 году. На картине изображён дилижанс, задержанный разбойниками-бушрейнджерами на лесной дороге. Находится в Художественной галерее Нового Южного Уэльса в Сиднее.

## Описание
Робертс написал картину, будучи недалеко от Инверелла (Новый Южный Уэльс) на овцеводческой ферме Ньюстед, принадлежавшей его другу Дункану Андерсону. Ранее в 1894 году Робертс здесь же написал «Золотое руно», свою вторую картину, изображающую стрижку овец. В районе Инверелла более двадцати пяти лет назад разбойничал печально известный бушрейнджер Капитан Тандерболт и Робертсу пришла в голову идея нарисовать сцену разбойного нападения.
Робертс нашёл место для картины на дороге между Ньюстедом и соседней станцией Парадайз. Место было удалённым, на плоском повороте на подъёме дороги, окружённой «травяными деревьями и лесом высоких эвкалиптов». В этом месте Робертс с помощью семьи Андерсона построил смотровую площадку на дереве, растущем на склоне ниже дороги, таким образом устанавливая себя на уровне дороги. Робертс нарисовал карету Cobb & Co в Инверелле, а для персонажей картины использовал жителей Инверелла и работников фермы. Прежде чем приступить к основному полотну, Робертс «сделал крошечные рисунки и набросок маслом того, как он хотел, чтобы сцена выглядела».

## Критика и история
После завершения картины Робертс выставлял её в Сиднее и Мельбурне. Критики восприняли работу неоднозначно; с комментариями в прессе, среди прочего, о том, «как были изображены ноги мужчин или шкуры лошадей». Пирс считал, что «коллекционеры, возможно, почувствовали неудовлетворительное графическое разрешение». В течение тридцати лет картина не находила покупателя. Робертс снизил запрашиваемую цену с £275 до 75 гиней в 1900 году, но покупателя так и не удалось найти.
В 1927 году Робертс переработал картину, степень чего трудно установить. Историки искусства после анализа рентгеновской фотографи полотна считают, что Робертс значительно упростил работу, сделав её более плоской и абстрактной, в модном в то время модернистском стиле. Наконец, в 1928 году картина была продана за 500 гиней сиднейскому поверенному Дж. В. Маунду. Маунд также был попечителем Художественной галереи Нового Южного Уэльса и передал картину в заём галерее, а пять лет спустя продал галерее. Произведение описано бывшим старшим куратором галереи как «величайший австралийский пейзаж, когда-либо написанный».
По пути на выставку в Мельбурне в 1956 году — часть культурной программы летних Олимпийских игр 1956 года — картина упала с кузова грузовика и была повреждена. Позже была восстановлена.
Австралийский художник Бен Куилти переработал картину «Налёт» в своей картине 2004 года «Золотая почва, богатство за труд». Картина была приобретена Художественной галереей Нового Южного Уэльса.